# انتخابات مجلس مؤسسان تونس (۲۰۱۱)
انتخابات مجلس موسسان تونس نخستین انتخاباتی بود که پس از انقلاب تونس برگزار شد. مجلس برآمده مسئول آماده کردن پیش‌نویس قانون اساسی نو را دارد و همزمان مجلس قانون‌گذاری نیز هست.
در این انتخابات اسلامگرایان پیروز شدند.